# Cachetada del gallipavo
Una cachetada del gallipavo es una práctica sexual que consiste en que una persona golpea las mejillas de otra con el pene erecto o semierecto.
La práctica (y su término en inglés, Turkey-slap) obtuvo notoriedad en Australia en 2006, cuando dos hombres participantes en la sexta temporada del programa Big Brother Australia realizaron una cachetada turca a una de sus compañeras, provocando una polémica mediática que terminó con la expulsión de los varones del concurso por violar los términos de participación.